# Ани (птица)
Ани (язык тупи — возм. из тупи *anúʔí «небольшая птица» от anú «ани» + ʔí «небольшой»; лат. Crotophaga ani; рус. стар. клещеядец) — вид американских птиц одноимённого рода семейства кукушковых.

## Описание
Ани длиной 35 см. У птицы большая голова и высокий, тупой клюв, закруглённый, длинный хвост, который свисает свободно от тела, оперение чёрного цвета.

## Происхождение названия

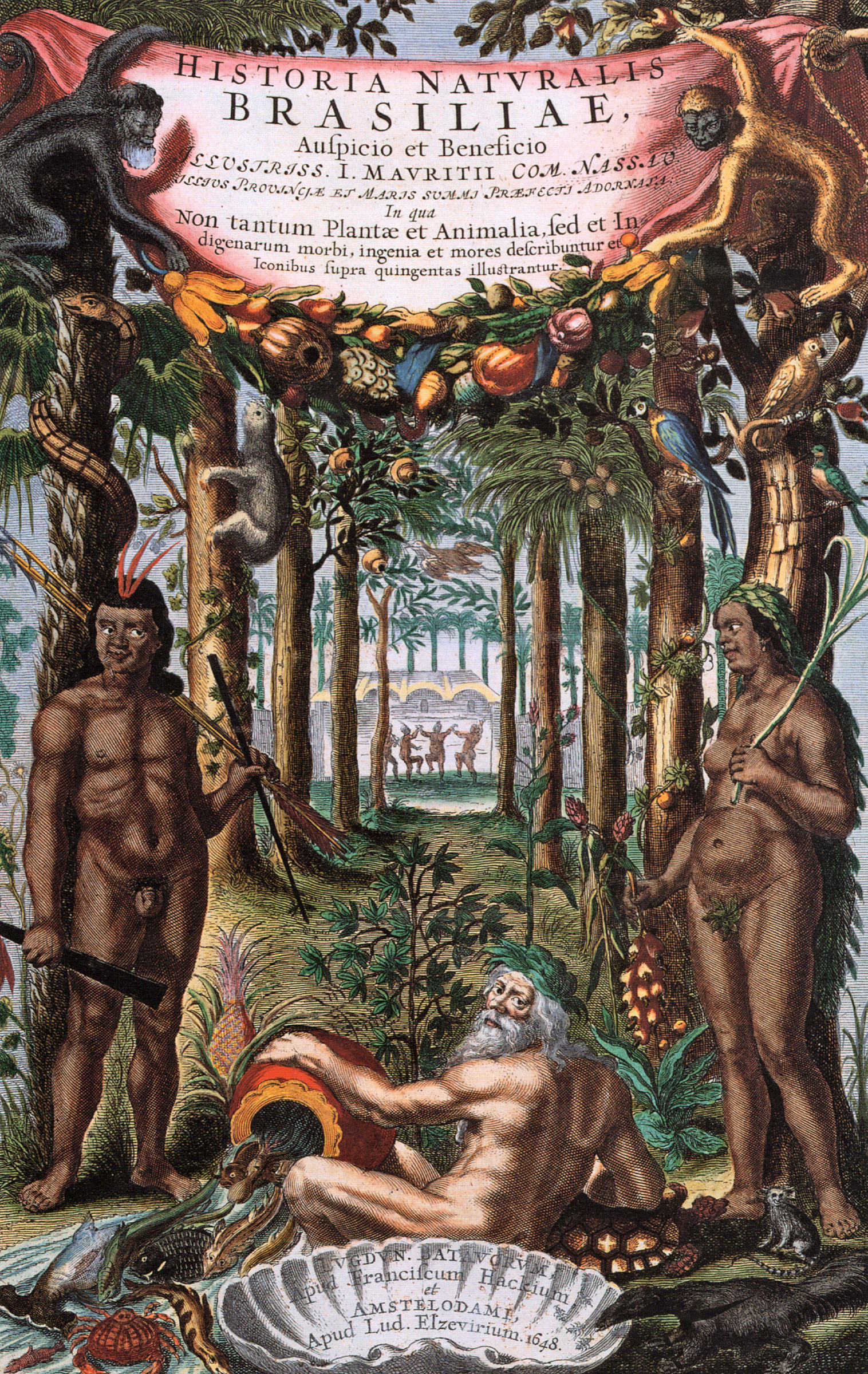
Historia Naturalis Brasiliae

Словари английского языка относят происхождение слова к языку коренных жителей Бразилии народа тупи, из которого название птицы попало в испанский и португальский и (или) в новолатинский языки (в последнем могло быть несколько искажено).
Словарь «Мерриам — Уэбстер» даёт:

ani - существительное
[Произношение:] \ ä-ˈnē  , ˈä-nē  \ Определение ani: любой представитель рода  (Crotophaga) черных кукушек теплых частей Америки. Первый известный пример употребления слова ani [в английском языке] в 1773г., в значении, указанном выше.
История и этимология слова ani: заимствовано из новолатинского, -  возможно, ошибочно   [передано] из [языка] тупи [слово] *anúʔí (откуда в бразильском варианте португальского языка [название] anuí "[гладкоклювый] ани"), от anú "ани" + ʔí "малый". Примечание: как и в случае с другими названиями бразильских животных, это слово происходит из "Естественной истории Бразилии" (Маркграф, Георг и Виллем Пис (Willem Piso) en:Historia naturalis Brasiliae (Лейден и Амстердам, 1648г.): "ANI Brasiliensibus; Avis Turdellae magnitudine, totaliter nigra, pennis, rostro, oculis, pedibus" ("Ani у [туземных] бразильцев; птица размером с дрозда,  полностью чёрная —перья, клюв, глаза, ноги") (стр. 193). Соответствующее слово [языка] тупи - anú (при произношении оба гласных становились носовыми) —откуда португальское anu, anum, уже описанное Габриелем Соарешем де Соузой (Gabriel Soares de Sousa) в 1587г. (см. Antônio Geraldo da Cunha, Dicionário histórico das palavras portuguesas de origem tupi, São Paulo, 1978 (Антонио Жеральдо да Кунья. Исторический словарь португальских слов родом из тупи (на португ. яз.). Сан-Паулу, 1978г.)). Неясно, как Маркграф пришел к i на конце— Ani. Merriam Webster dictionary online

## Распространение
Область распространения простирается от юга Флориды через Карибское море и Центральную Америку до севера Аргентины. Там она населяет луга, буш, культурные ландшафты и лесные поляны.

## Поведение
Так как ани летает плохо, он проводит много времени на земле, охотясь на больших насекомых и маленьких позвоночных животных, таких как ящерицы. Птиц наблюдали также выклёвывающими клещей из шерсти крупного рогатого скота. Семена и ягоды дополняют их питание. Ани живёт в маленьких группах, иногда вместе с похожим бороздчатоклювым ани (Crotophaga sulcirostris).

## Размножение
Ани строят на имеющих шипы деревьях большие гнёзда в форме чаши, в которые несколько самок откладывают свои яйца. В гнезде находят до 30 яиц, причем одна самка откладывает только от 3 до 5 яиц. Гнездящиеся пары чередуются во время высиживания и вместе заботятся о молодых птицах. Часто птенцы остаются в группе и помогают в выведении следующего выводка.